# Schwabing-Freimann
Schwabing-Freimann è uno dei distretti in cui è suddivisa la città di Monaco di Baviera, in Germania. Viene identificato col numero 12.

## Geografia fisica
Il distretto si trova nella parte nord-est della città.

### Suddivisione
Il distretto è suddiviso amministrativamente in 8 quartieri (Bezirksteile):
1. Freimann
2. Obere Isarau
3. Alte Heide-Hirschau
4. Münchner Freiheit
5. Biederstein
6. Schwabing-Ost
7. Kleinhesselohe
8. Neufreimann